# Klentnice
Klentnice település Csehországban, Břeclavi járásban. Klentnice Horní Věstonice, Bavory, Perná, Mikulov, Pavlov és Milovice településekkel határos. Lakosainak száma 484 fő (2024. január 1.).

## Népesség
A település lakosságának változását az alábbi diagram mutatja:
| Lakosok száma | 434  | 525  | 630  | 438  | 484  | 518  | 536  | 530  | 484  | 484  |
|               | 1869 | 1900 | 1921 | 1961 | 1980 | 2011 | 2016 | 2019 | 2021 | 2024 |